# Sfenomegacoroană
În geometrie sfenomegacoroana este unul dintre poliedrele Johnson, (J88). Este unul dintre poliedrele elementare Johnson care nu se pot obține prin „tăiere și lipire” ale poliedrelor platonice sau arhimedice. Având 18 fețe, este un octadecaedru.

## Construcție
Este construit prin adăugarea unei piramide pătrate, (J1), pe una din fețele pătrate ale unei sfenocoroane, (J86). Este singurul poliedru Johnson care este obținut prin operații de „tăiere și lipire” în care componentele nu sunt toate prisme, antiprisme sau părți de poliedre platonice sau arhimedice.
Johnson folosește prefixul sfeno- pentru a se referi la un complex asemănător unei pene format din două lunule adiacente (o lunulă fiind un pătrat cu triunghiuri echilaterale atașate pe laturile opuse). De asemenea, sufixul -megacoroană se referă la un complex în formă de coroană format din 12 triunghiuri, în contrast cu complexul mai mic, format din 8 triunghiuri, din sfenocoroană. Unirea ambelor complexe produce sfenomegacoroana.

## Mărimi asociate

### Coordonate carteziene
Pentru a calcula coordonatele carteziene pentru sfenomegacoronă, fie k ≈ 0,59463 cea mai mică rădăcină pozitivă a polinomului de gradul 16
{\displaystyle {\begin{aligned}&1680~x^{16}-4800~x^{15}-3712~x^{14}+17216~x^{13}\\&\quad +1568~x^{12}-24576~x^{11}+2464~x^{10}+17248~x^{9}\\&\quad -3384~x^{8}-5584~x^{7}+2000~x^{6}+240~x^{5}\\&\quad -776~x^{4}+304~x^{3}+200~x^{2}-56~x-23.\end{aligned}}}
Atunci, coordonatele carteziene ale unei sfenomegacoroane cu lungimea laturilor 2 sunt date de reuniunea orbitelor punctelor
{\displaystyle {\begin{aligned}&\left(0,1,2{\sqrt {1-k^{2}}}\right),\,(2k,1,0),\,\left(0,{\frac {\sqrt {3-4k^{2}}}{\sqrt {1-k^{2}}}}+1,{\frac {1-2k^{2}}{\sqrt {1-k^{2}}}}\right),\\&\left(1,0,-{\sqrt {2+4k-4k^{2}}}\right),\,\left(0,{\frac {{\sqrt {3-4k^{2}}}\left(2k^{2}-1\right)}{\left(k^{2}-1\right){\sqrt {1-k^{2}}}}}+1,{\frac {2k^{4}-1}{\left(1-k^{2}\right)^{\frac {3}{2}}}}\right)\end{aligned}}}
sub acțiunea grupului generat de reflexiile față de planele xz și yz.

### Arie și volum
Următoarele formule pentru arie, A și volum, V sunt stabilite pentru lungimea laturilor tuturor poligoanelor (care sunt regulate) a:
{\displaystyle A=2(1+2{\sqrt {3}})\,a^{2}\approx 8,928203~a^{2},}
Pentru volum se calculează {\displaystyle \xi } ca rădăcina minimă pozitivă a polinomului de gradul 32:

   521578814501447328359509917696 x32

− 985204427391622731345740955648 x30

− 16645447351681991898880656015360 x28

+ 79710816694053483249372512649216 x26

− 152195045391070538203422101864448 x24

+ 156280253448056209478031589244928 x22

− 96188116617075838858708654227456 x20

+ 30636368373570166303441645731840 x18

+ 5828527077458909552923002273792 x16

− 8060049780765551057159394951168 x14

+ 1018074792115156107372011716608 x12

+ 35220131544370794950945931264 x10

+ 327511698517355918956755959808 x8

− 116978732884218191486738706432 x6

+ 10231563774949176791703149568 x4

− 366323949299263261553952192 x2

+ 3071435678740442112675625 ,
cu care volumul este:
{\displaystyle V=\xi \,a^{3}\approx 1,948108~a^{3}.}